# Mistrzostwa Świata U-19 w Rugby Union Mężczyzn 1984
Mistrzostwa Świata U-19 w Rugby Union Mężczyzn 1984 – szesnaste mistrzostwa świata U-19 w rugby union mężczyzn zorganizowane przez FIRA, które odbyły się w Warszawie w dniach od 15 do 22 kwietnia 1984 roku.

## Klasyfikacja końcowa

### Grupa A
| Miejsce | Reprezentacja  |
| ------- | -------------- |
| 1       | Włochy U-19    |
| 2       | Francja U-19   |
| 3       | Hiszpania U-19 |
| 4       | RFN U-19       |

### Grupa B
| Miejsce | Reprezentacja       |
| ------- | ------------------- |
| 1       | ZSRR U-19           |
| 2       | Rumunia U-19        |
| 3       | Czechosłowacja U-19 |
| 4       | Jugosławia U-19     |
| 5       | Belgia U-19         |
| 6       | Szwecja U-19        |
| 7       | Polska U-19         |
| 8       | Szwajcaria U-19     |